# العلاقات الأوغندية الإيطالية
العلاقات الأوغندية الإيطالية هي العلاقات الثنائية التي تجمع بين أوغندا وإيطاليا.

## مقارنة بين البلدين
هذه مقارنة عامة ومرجعية للدولتين:
| وجه المقارنة                                              | أوغندا                        | إيطاليا                                                  |
| --------------------------------------------------------- | ----------------------------- | -------------------------------------------------------- |
| المساحة (كم2)                                             | 241.04 ألف                    | 301.34 ألف                                               |
| عدد السكان (نسمة)                                         | 42.86 مليون                   | 60.60 مليون                                              |
| الكثافة السكانية (ن./كم²)                                 | 177.81                        | 201.1                                                    |
| العاصمة                                                   | كامبالا                       | روما، فلورنسا، تورينو                                    |
| اللغة الرسمية                                             | لغة إنجليزية، اللغة السواحلية | اللغة الإيطالية                                          |
| العملة                                                    | شيلينغ أوغندي                 | يورو، ليرة إيطالية                                       |
| الناتج المحلي الإجمالي (بليون دولار)                      | 25.89 مليار                   | 1.93 تريليون                                             |
| الناتج المحلي الإجمالي (تعادل القوة الشرائية) بليون دولار | 72.25 مليار                   | 2.26 تريليون                                             |
| الناتج المحلي الإجمالي الاسمي للفرد دولار أمريكي          | 705                           | 29.96 ألف                                                |
| الناتج المحلي الإجمالي للفرد دولار أمريكي                 | 1.77 ألف                      | 35.46 ألف                                                |
| مؤشر التنمية البشرية                                      | 0.483                         | 0.873                                                    |
| رمز المكالمات الدولي                                      | +256                          | +39                                                      |
| رمز الإنترنت                                              | .ug                           | .it                                                      |
| المنطقة الزمنية                                           | ت ع م+03:00                   | توقيت وسط أوروبا، ت ع م+01:00، ت ع م+02:00، أوروبا/روما ‏ |

## منظمات دولية مشتركة
يشترك البلدان في عضوية مجموعة من المنظمات الدولية، منها:
| علم المنظمة | اسم المنظمة                               | تاريخ انضمام أوغندا | تاريخ انضمام إيطاليا |
| ----------- | ----------------------------------------- | ------------------- | -------------------- |
|             | يونسكو                                    | 9 نوفمبر 1962       | ?                    |
|             | الفريق المعني برصد الأرض                  | ?                   | ?                    |
|             | مؤسسة التمويل الدولية                     | 27 سبتمبر 1963      | 27 ديسمبر 1956       |
|             | المركز الدولي لتسوية المنازعات الاستشارية | 14 أكتوبر 1966      | 28 أبريل 1971        |
|             | منظمة حظر الأسلحة الكيميائية              | ?                   | ?                    |
|             | مؤسسة التنمية الدولية                     | 27 سبتمبر 1963      | 24 سبتمبر 1960       |
|             | منظمة التجارة العالمية                    | ?                   | 1995                 |
|             | وكالة ضمان الاستثمار متعدد الأطراف        | 10 يونيو 1992       | 29 أبريل 1988        |
|             | الاتحاد البريدي العالمي                   | ?                   | ?                    |
|             | الاتحاد الدولي للاتصالات                  | 8 مارس 1963         | 1866                 |
|             | منظمة الشرطة الجنائية الدولية             | ?                   | ?                    |
|             | الأمم المتحدة                             | 25 أكتوبر 1962      | 14 ديسمبر 1955       |
|             | البنك الدولي للإنشاء والتعمير             | 27 سبتمبر 1963      | 27 مارس 1947         |
|             | البنك الإفريقي للتنمية                    | ?                   | ?                    |

## وصلات خارجية
- موقع وزارة الخارجية الأوغندية
- موقع وزارة الخارجية الإيطالية